# Anti-Hopping-Kupplung
Eine Anti-Hopping-Kupplung (im angelsächsischen Raum: Slipper clutch oder back-torque limiter) ist eine ursprünglich im Motorradsport und seit einigen Jahren auch in straßenzugelassenen Sportmotorrädern eingesetzte spezielle Kupplung, die die Bremskraft des Motors im Schiebebetrieb nur noch bedingt an das Hinterrad weiterleitet.

## Allgemein
Bei einem harten Anbremsen vor einer Kurve und gleichzeitigem schnellen Herunterschalten wirkt die Motorbremse auf das Hinterrad. Dies kann ausreichen, um das durch die dynamische Radlastverteilung  entlastete Hinterrad zum Blockieren zu bringen. Dabei kann das mit dem englischen Wort Hopping beschriebene Hüpfen, Springen oder auch Stempeln des Hinterrades auftreten, das den vollständigen Verlust der Haftung oder Traktion mit sich bringen kann. Der Verlust der Haftung des Hinterrades, besonders in Schräglage bei der Kurvenfahrt, macht das Motorrad instabil bis hin zur Unkontrollierbarkeit. Im schlimmsten Falle führt das seitliche Wegrutschen des Hinterrades zum Sturz des Fahrers.
Eine Anti-Hopping-Kupplung verhindert dieses Rückwirken der Motorbremse auf das Hinterrad und ermöglicht damit im normalen Straßenverkehr mehr Sicherheit und auf der Rennstrecke bessere Rundenzeiten. Allerdings gibt es auch Rennfahrer, die bewusst auf den Einsatz einer Anti-Hopping-Kupplung verzichten, weil sie den Effekt der Motorbremse in ihren Fahrstil integriert haben.

## Anwendung
Die Technik wird vorzugsweise bei hubraumstarken Motorrädern mit wenigen Zylindern (z. B. Ducati 1098, Aprilia RSV Mille mit 1000-cm³-V-Twin, diverse Supermoto-Modelle) eingesetzt, da bei diesen das Drehmoment der Motorbremse am stärksten ist und somit der hopping-Effekt am ausgeprägtesten auftritt. Hierbei sollte erwähnt sein, dass Anti-Hopping-Kupplungen bei größeren V2/V4-Motoren wichtiger sind. Bei der stetigen Weiterentwicklung der Motorräder kann es etwa seit dem Jahr 2000 aber auch bei vierzylindrigen Motorrädern mit weniger Hubraum (z. B. Yamaha YZF-R6 mit 600 cm³) sinnvoll sein, eine Anti-Hopping-Kupplung einzusetzen.

## Geschichte
Honda baute in das Modell VF1000F (SC15/SC16) bereits 1984 eine Anti-Hopping-Kupplung ein. Auch das Sport-Motorrad Honda VFR 750 R (RC 30), das 1987 bis 1992 hergestellt wurde, verfügte über eine Anti-Hopping-Kupplung. Kawasaki war bei R4-Motoren unangefochtener Spitzenreiter mit Einführung einer tauglichen Anti-Hopping-Kupplung ab Baujahr 2003. Seit 2005 besitzen alle Sportler und Supersportmodelle von Kawasaki diese Art Kupplung. Die restlichen japanischen Hersteller zogen nach. Zwischenzeitlich verbaut auch BMW in einigen seiner Motorräder (z. B. BMW R 1200 GS K50) eine solche Kupplung.

## Funktion
In der Anti-Hopping-Kupplung werden die Funktionen einer normalen Motorradkupplung mit der eines Rollenfreilaufs kombiniert. Im Gegensatz zum einfachen Freilauf, der die Kraftübertragung in einer Richtung schlagartig trennt, wird bei der Anti-Hopping-Kupplung im Schiebebetrieb nur die Anpresskraft der Kupplungsbeläge verringert bzw. bei starkem Bremsmoment des Motors (z. B. bei ungewolltem Motorausfall) schließlich ganz aufgehoben, was zu einem „weichen“ Lösen der Kupplung führt. Genauso setzt die Anpresskraft wieder weich ein, wenn der Fahrer wieder Gas gibt. Dadurch werden unerwünschte Lastwechselschläge vermieden und das Fahrverhalten des Motorrads bleibt beherrschbar. Das zum Trennen des Kraftflusses nötige Drehmoment lässt sich bei einigen Modellen einstellen. Es gibt jedoch auch andere Systeme (z. B. Aprilia RSV Mille, Buell 1125R), die auf Grund des im Ansaugtrakt entstehenden Unterdrucks trennen.